# Joseph Capgras
Jean Marie Joseph Capgras (Verdun-sur-Garonne, 23 augustus 1873 - Parijs, 27 januari 1950) was een Franse psychiater die bekend is geworden door het naar hem genoemde syndroom van Capgras.
Reeds op de middelbare school was duidelijk dat hij zeer goed kon leren en een academische opleiding zou gaan volgen. Hij koos voor de geneeskunde en op advies van een neef specialiseerde hij zich in de psychiatrie, een vak dat hij nog lang zou uitoefenen.
In 1909 publiceerde hij samen met zijn collega Paul Sérieux Les folies raisonnantes. Le délire d’interprétation, een werk over wanen waarbij de verstandelijk vermogens weliswaar intact blijven, maar grote problemen met identificatie optreden.
Capgras bouwde een goede reputatie op als specialist in wanen en in 1923 publiceerde hij samen met Jean Reboul-Lachaux L'illusion des sosies dans un délire systématisé chronique, een gevalsstudie over de agnosie van "Madame M". In 1929 stelde psychiater Levy-Valensi de naam syndroom van Capgras voor. Lang werd de aandoening geïnterpreteerd als een freudiaans afweermechanisme, maar tegenwoordig wordt de aandoening meer van de neurologische kant onderzocht.
Het einde van het leven van Capgras is dramatisch te noemen. Na de Tweede Wereldoorlog had hij afscheid genomen van het Asile Sainte-Anne in Parijs, waar hij directeur was geweest. Enige jaren later keerde hij er terug als patiënt na zijn geestelijke vermogens te hebben verloren. Hij overleed er in 1950.